# راین ام-۱
راین ام-۱ (به انگلیسی: Ryan_M-1) یک هواگرد ملخ‌پیشین تک‌موتوره از نوع میل‌پلین ساخت شرکت راین است. هواگرد راین ام-۱ نخستین پروازش را در ۱۴ فوریه ۱۹۲۶ میلادی انجام داد. در مجموع، تعداد ۳۶ فروند از این هواگرد ساخته شده‌است.